# Otto Prott
Otto Prott (* 1904 in Offenbach am Main; † 1970) war ein deutscher Architekt, der in Grünstadt ansässig und ein Vertreter der Stilrichtung Bauhaus war.

## Biographie
Otto Prott kam 1904 als Sohn des Architekten Heinrich Prott (1876–1960) zur Welt, der ein Jahr später Bezirksbaumeister in Grünstadt wurde. Von 1923 bis 1926 studierte er am Polytechnikum in Friedberg.
Nachdem bereits sein Vater in Grünstadt in den Jahrzehnten zuvor bauliche Akzente gesetzt hatte, übernahm Otto Prott 1938 die in der Stadt ansässige Unternehmens- und Familienleitung; bereits 1928 hatte er sich beruflich selbständig gemacht. Sein Planungsbüro hatte sich zunächst am Südring und ab 1938 in der Asselheimer Straße 20 befunden. Während des Zweiten Weltkriegs diente Prott bei der Luftwaffe auf der Insel Guernsey. Um 1960 beschäftigte er insgesamt 18 Mitarbeiter; während dieser zeit zog sein Büro in die Mörikestraße um.
Prott schloss seine erste Ehe im Jahr 1928; aus dieser gingen ein Sohn und eine Tochter hervor. Nachdem er 1958 zum Witwer wurde, heiratete er Anfang der 1960er Jahre erneut. 1964 erlitt er seinen ersten Herzinfarkt, seinen zweiten, der schließlich tödlich endete, 1970. Sein Sohn führte das Architektenbüro bis zu seinem Tod im Jahr 1983 weiter.

## Bauwerke (Auswahl)

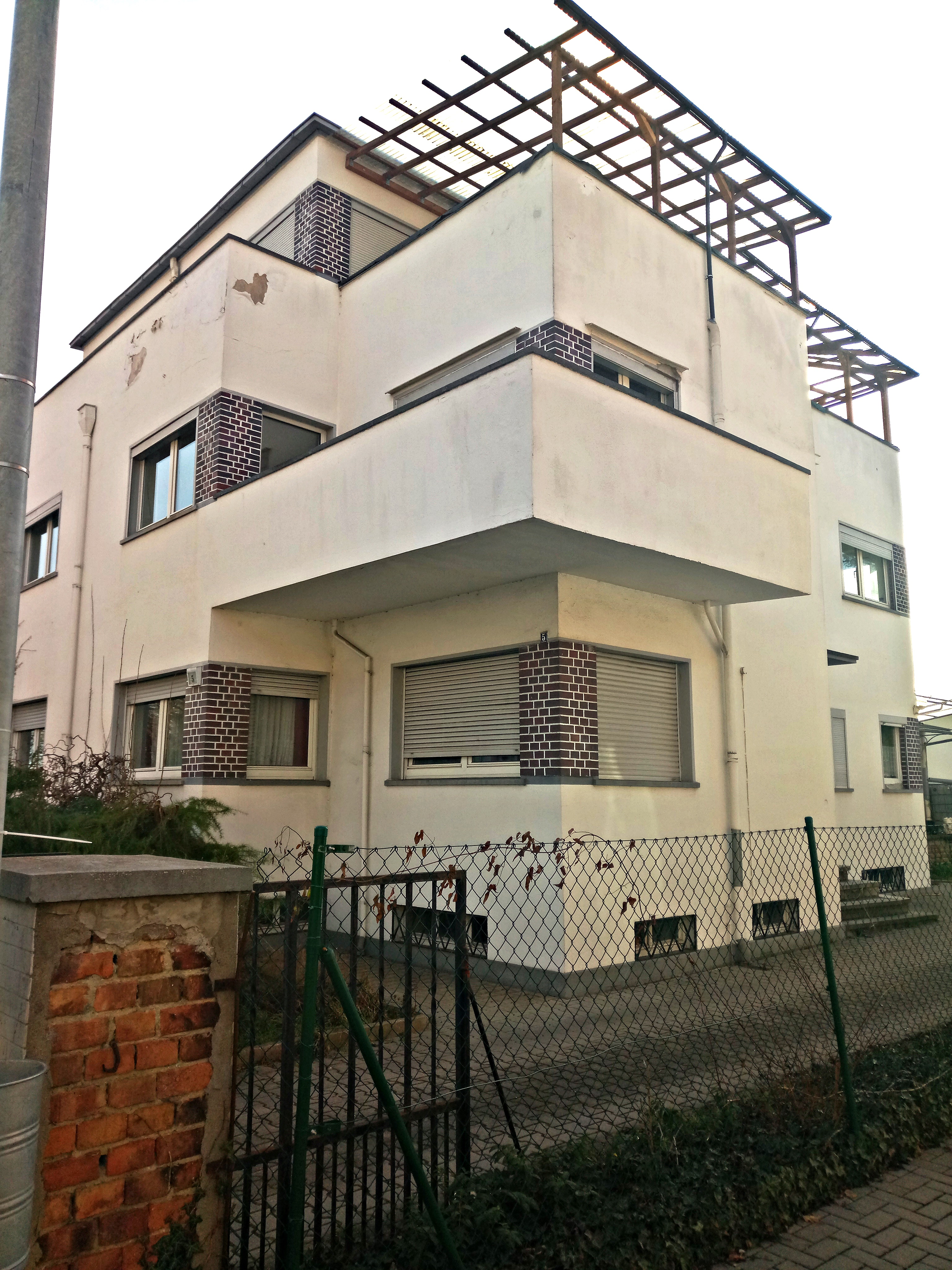
Früheres Entbindungsheim

- Weingut Kreutzenberger (1929–1930), Kindenheim
- Wohnhaus Asselheimer Straße 5 in Grünstadt (1930), bis 1980 Entbindungsheim[2]
- Kaufhaus Jost in der Bahnhofstraße in Grünstadt, 1932
- Weingut Hammel in Kirchheim an der Weinstraße, 1932
- Schuhhaus Dister, 1934
- sechs Doppelhäuser an der Schlachthofstraße in Grünstadt
- 36 Häuser im Musikantenviertel, Grünstadt
- Weingut Janson, Bockenheim an der Weinstraße
- Weingut Siebert, Grünstadt
- Weingut Dr. Bürklin-Wolf, Wachenheim an der Weinstraße (Umbau)
- Spieß, Kleinkarlbach